# Luca Forte

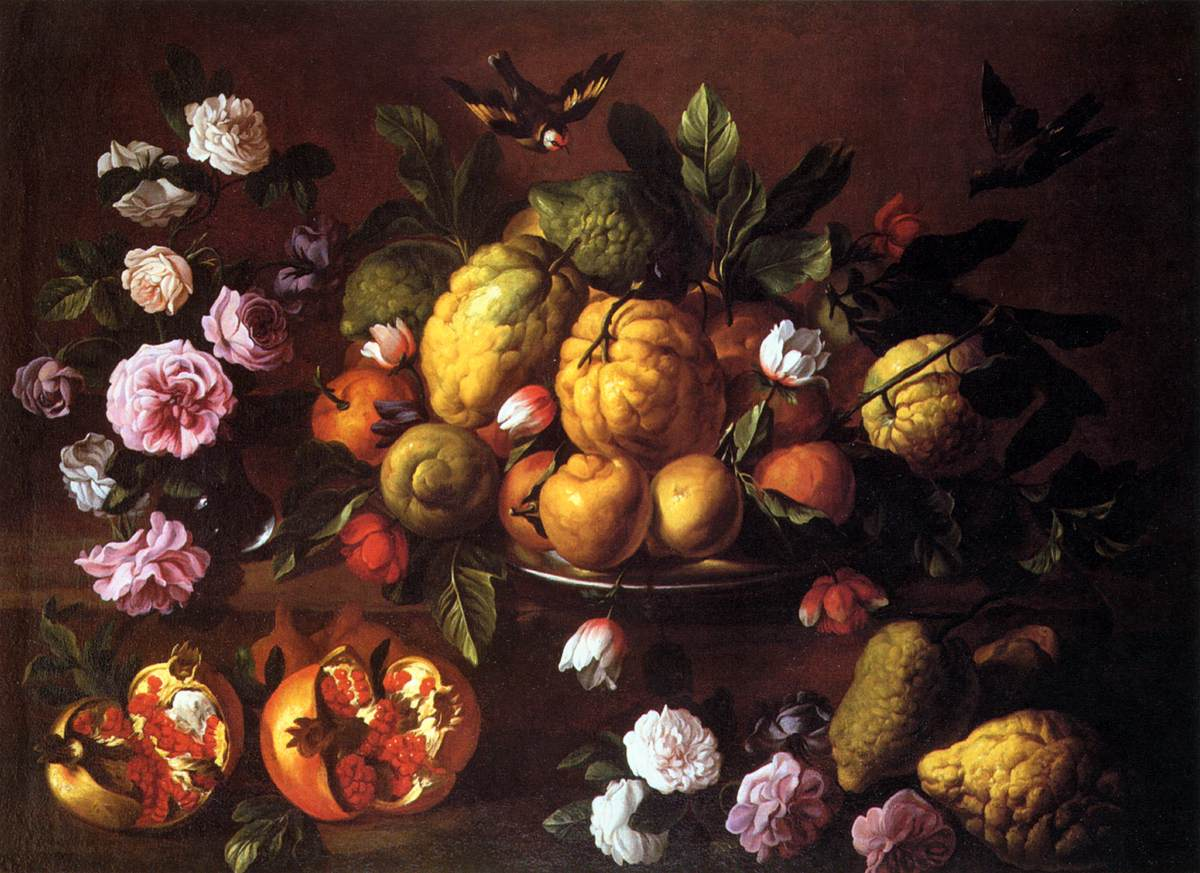
Luca Forte: Stilleben mit Zitrusfrüchten, Granatäpfeln, Rosen, Tulpen und einem Stieglitz, um 1650, Matthiesen Gallery, London

Luca Forte (* um 1605 in Neapel; † vor 1667 ebenda) war ein italienischer Künstler, der als der bedeutendste Stilllebenmaler der neapolitanischen Schule in der ersten Hälfte des 17. Jahrhunderts gilt.

## Leben
Seine Geburts- und Sterbedaten sind nicht bekannt. Zum ersten Mal dokumentiert ist er 1631 als Zeuge bei einem notariellen Akt des Malers Filippo Vitale.
Man weiß auch von seiner freundschaftlichen und professionellen Verbindung zu dem Maler Aniello Falcone. So war Forte am 2. Mai 1639 Trauzeuge bei Falcones Hochzeit mit Orsola Vitale, einer Tochter von Filippo Vitale, und da es damals üblich gewesen sein soll, dass Trauzeugen normalerweise ungefähr gleichalt oder etwas älter als der Bräutigam waren, wird angenommen, dass Luca Forte kurz vor 1607 geboren wurde.
Es ist auch bekannt, dass Forte und Falcone manchmal zusammenarbeiteten, beispielsweise wird in einem alten Inventar ein einst im Palazzo Tarsia Spinelli befindliches Bild mit Blumen, Früchten und Figuren der beiden Maler erwähnt – wobei Falcone für die Figuren zuständig gewesen sein muss und Forte für das Übrige. Solche Kooperationen waren nicht ungewöhnlich, und auch mit Massimo Stanzione scheint Luca Forte gelegentlich zusammengewirkt zu haben.
Es wird auch vermutet, dass Luca Forte eine wichtige Rolle in der Akademie spielte, die Aniello Falcone in seinem Hause abhielt und wo es um das Studium nach der Natur ging.

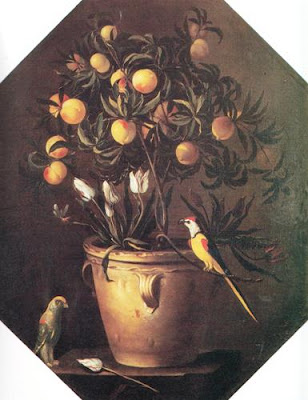
Pfirsichbäumchen mit Tulpen und Papageien, Collezione Achille della Ragione, Neapel

Den Höhepunkt seiner Karriere erlebte Luca Forte allem Anschein nach zwischen 1640 und 1660. Zu seinen Kunden gehörten Juan Alfonso Enríquez de Cabrera, der 1644 bis 1646 Vizekönig von Neapel war, und der 1647 verstorbene neapolitanische Adlige Don Giuseppe Carafa, wie aus einer Widmung auf einem Stilleben mit Früchten und Vögeln (Ringling Museum, Sarasota) hervorgeht. Zahlreiche seiner Werke befanden sich auch in den Sammlungen des Ferrante Spinelli, Fürst von Tarsia, und des flämischen Connoisseurs und Händlers Gaspare Roomer.

Der Maler stand außerdem mit dem bekannten Kunstsammler Antonio Ruffo (1610–1678) aus Messina in Verbindung, wie durch einen erhaltenen gemeinsamen Briefwechsel aus den 1640er Jahren bewiesen ist.
Am 18. Mai 1653 gehörte Luca Forte, ebenso wie Francesco Fracanzano und Agostino Beltrano, zu insgesamt 91 Personen, die schriftlich bezeugten, dass ein Bildnis des hl. Franz Xaver von der Hand des Malers Azzolino in der Kirche Gesù Nuovo vor über 10 000 Messbesuchern wundersamerweise begonnen habe zu „schwitzen und zu erbleichen“ („sudò ed impallidì“).
Die chronologische Einordnung seiner Werke, und damit auch seine künstlerische Entwicklung, ist nicht ganz klar. Bernardo De Dominici stufte Luca Fortes Werke im Vergleich zu späteren hochbarocken Kompositionen von Paolo Porpora und Giovan Battista Ruoppolo ziemlich negativ als altmodisch, formal sehr einfach und „fantasielos“ ein. Zu solchen formal schlichten Werken gehört ein signiertes Stilleben mit Tuberose in der Galleria Corsini (Rom), das manchmal (unbewiesen) als sein frühestes erhaltenes Werk galt, aber inzwischen von einigen Autoren Filippo Napoletano zugeschrieben wurde. Luca Fortes Kompositionen wurden offenbar später dekorativer, üppiger und durchdachter. Als Anhaltspunkte können das oben erwähnte nach 1647 entstandene Stilleben mit Früchten und Vögeln mit der Widmung an Don Carafa in Sarasota und eine 1649 datierte und signierte Blumenvase (De Vito, 2006) gelten.
Aus einigen schriftlichen zeitgenössischen Quellen über die neapolitanische Malerei seiner Zeit, insbesondere einem Manuskript des 1667 verstorbenen Camillo Tutini im Fondo Brancacciano der Biblioteca nazionale von Neapel, geht hervor, dass Luca Forte vor 1667 gestorben sein muss. Dort heißt es „im Malen von Blumen und Früchten nach der Natur waren Luca Frate (sic !), Iacovo Russo und Ambrosiello sehr berühmt, und alle waren Neapolitaner“ („in pinger poi fiori e frutti dal naturale celebri assai furono Luca Frate, Iacovo Russo et Ambrosiello, e tutti furono napoletani“).

## Werke (Auswahl)
- Stillleben mit Tuberose, signiert, Galleria Corsini, Rom (manchmal auch Filippo Napoletano zugeschrieben)
- Blumenvase mit Früchten und Zitronen, signiert, Privatsammlung, Neapel
- Stilleben mit Früchten und Vögeln, signiert (ca. oder nach 1647), Ringling Museum,  Sarasota
- Blumenvase, signiert und datiert 1649, Privatsammlung
- Stilleben mit Äpfeln und Trauben, signiert, Sammlung Meissner, Zürich
- Stilleben mit Blumen und Früchten, signiert, Collezione Molinari Pradelli, Marano di Castenaso
- Stilleben, signiert, (früher ?) Matthiesen Gallery, London
- Stilleben mit Zitrusfrüchten vor einer Landschaft und Stilleben mit Trockenfrüchten und Blumenvase vor einer Landschaft, Collezione Piero Cei, Florenz
- Stilleben mit Kirschen, Erdbeeren und anderen Früchten und Stilleben mit Äpfeln und Birnen, (Museo della ceramica Duca di Martina), Depot im Museo di Capodimonte, Neapel
- Vase mit Blumen und Früchten, (früher in:) Sammlung Ciryl Humphris, London